# Saab 90
El Saab 90 es un automóvil ejecutivo compacto producido por la empresa sueca Saab entre septiembre de 1984 y 1987. Se fabricó en una instalación situada en Uusikaupunki (Nystad), Finlandia, en ese momento propiedad de Saab y de Valmet.
El 90 era una continuación del Saab 99, del que tomaba la estructura desde el pilar central hacia adelante, combinada con la parte trasera de un Saab 900 sedán. El 90, aunque más fácil de construir que el 99, tenía una factura considerablemente más laboriosa que el 900, con un diseño más moderno.

## Historia

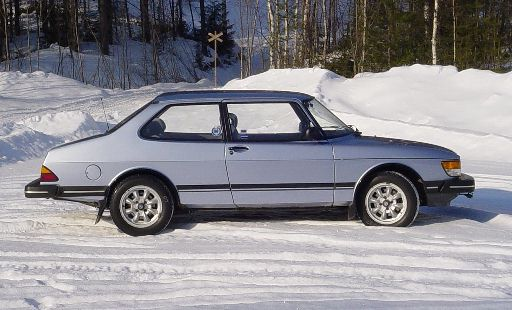
Vista lateral de un Saab 90

Cuando se completó la producción del Saab 96 en 1980, el jefe de la división de automóviles de pasajeros de Saab, Sten Wennlo, estaba bajo una intensa presión para crear un nuevo modelo base para el mercado europeo. También el personal de Saab-Valmet en Nystad estaba preocupado por el destino del Saab 99, modelo que habían producido en exclusiva durante la década de 1980. La primera solución de Saab-Valmet de 1983 consistió en soldar la parte delantera de un Saab 900 junto con la parte trasera de un 99. Cuando se mostró el producto a Wennlo, afirmó que el principio era bueno, pero que el automóvil se parecía demasiado al 900.
Wennlo pensó que el automóvil debería hacerse al revés, y en marzo de 1984 le pidió a Rony Lutz, que trabajaba como ilustrador en Saab, que cortara dos imágenes de prensa de la parte delantera de un Saab 99 y de la parte trasera de un sedán Saab 900.
Los trabajadores de chapa metálica en Saab-Valmet en Nystad soldaron dos carrocerías de la misma manera y solo entonces se mostró el automóvil a Björn Envall, que entonces era gerente de diseño en Saab.
El cambio de nombre de 99 a 90 se debió a que armonizaría mejor con el Saab 900 y el entonces nuevo Saab 9000.

## Resumen de modelos

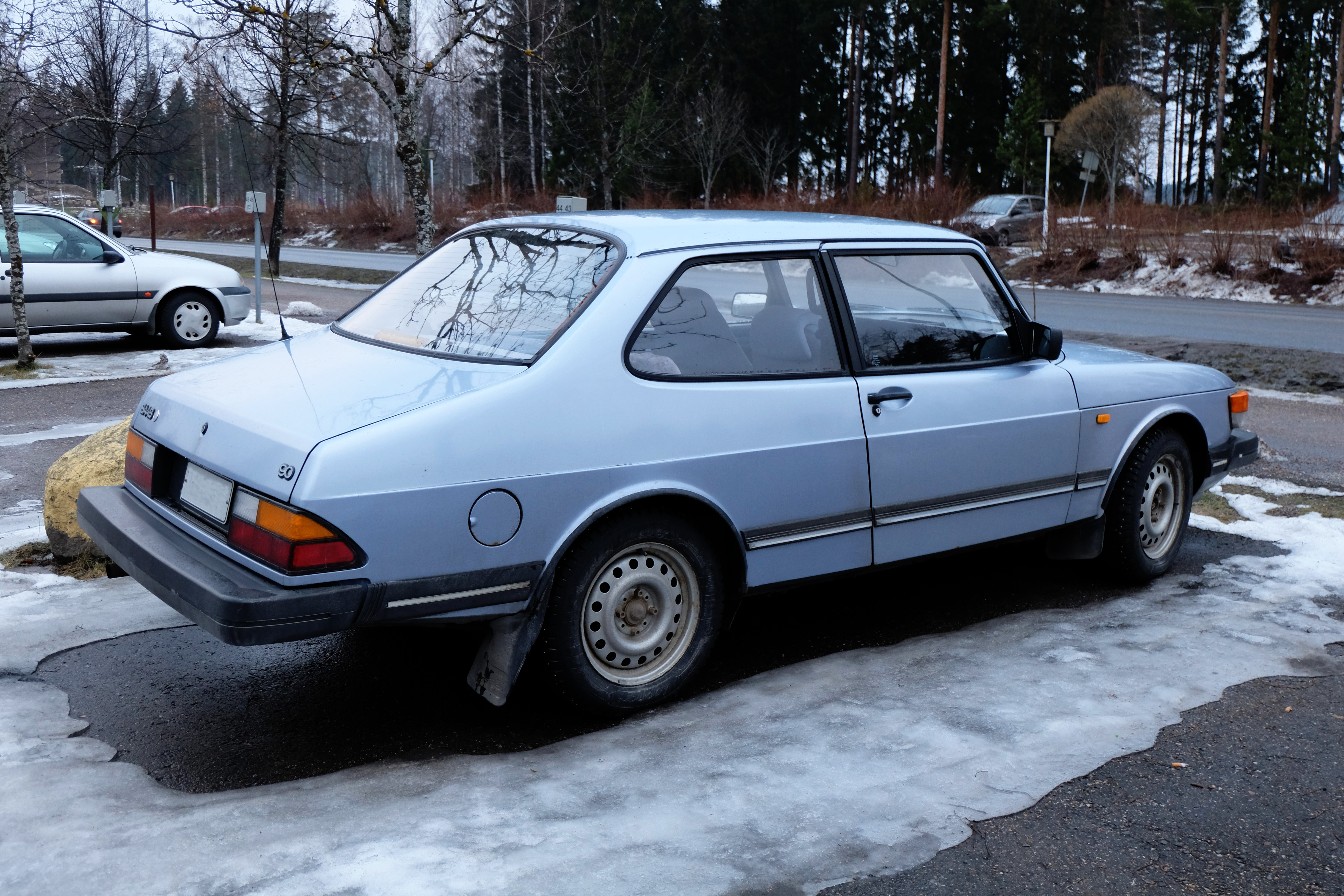
Vista trasera del Saab 90

En 1985, el Saab 90 solo estaba disponible como sedán de dos puertas y venía con el motor Saab H de 2.0L, con una potencia de 100 hp (74kW).
Estaba disponible con transmisión manual de cuatro y cinco velocidades, deflector delantero y trasero, y neumáticos de perfil más bajo. También se cambió la transmisión, y con la nueva parte trasera, el volumen del depósito de combustible aumentó y el volumen del maletero pasó de 320 a 377 litros. El coche tenía una suspensión de las ruedas traseras más moderna y que también era más barata de fabricar.
Las válvulas del motor se reforzaron para que pudieran funcionar con gasolina sin plomo. También tenía un nuevo Motor de arranque, y el volante estaba más erguido que el del 99.
En 1986 sufrió algunos cambios estéticos menores. Se añadieron señales de giro laterales y un equipo de radio en opción. El modelo de 4 velocidades recibió las llantas de 5,5 pulgadas de ancho y se equipó con amortiguadores modificados.
En 1987, se modificó el carburador Zenith para facilitar el arranque en climas fríos.

### Saab 90 Lumikko
Se fabricó una edición limitada denominada Saab 90 Lumikko ( para el mercado finlandés, producida por Finnish Scan-Auto en 1985 y del que solo se fabricaron 10 unidades. El Lumikko tenía el kit Airflow de Saab, el deflector, las llantas del Saab 900 aero, el techo corredizo, la consola central con indicadores adicionales, el volante de cuero y los altavoces de Saab. Estos modelos eran completamente  de color blanco (incluyendo kit de flujo de aire, llantas, parachoques, parrilla, espejos laterales, deflector y manijas de las puertas). No se realizaron modificaciones bajo el capó.
Los diez 90 Lumikko participaron en la celebración del 20 aniversario de Scan-Auto en Tampere en noviembre de 1985 y formaron parte del desfile por la ciudad.
Actualmente solo hay tres 90 Lumikko en funcionamiento. Todos ellos son propiedad del Club Saab Finlandés.

## Ventas, recepción y legado
En total, solo se fabricaron 25.378 Saab 90. Se vendió solo en un número limitado de países de Europa. La producción se llevó a cabo por Valmet Automotive en Nystad, Finlandia.
En Suecia se vendieron unas 10.000 unidades. Un total de 1154 Saab 90 fueron entregados y vendidos en los Países Bajos, de los cuales 446 en 1985, 451 en 1986 y 257 en 1987. Se entregaron alrededor de otros 600 vehículos en Alemania.
La caída de las ventas significó que no valía la pena la inversión para catalizar el motor, y 1987 sería el año final de la producción del modelo, con el último automóvil construido el 1 de julio (enviado inmediatamente al museo de Saab).